# Lusanger
 Lusanger  es una población y comuna francesa, situada en la región de Países del Loira, departamento de Loira Atlántico, en el distrito de Châteaubriant y cantón de Derval.

## Demografía
| 1063 | 1020 | 934 | 914 | 926 | 947 |
| Para los censos de 1962 a 1999 la población legal corresponde a la población sin duplicidades (Fuente: INSEE [Consultar]) |      |     |     |     |     |